# Hippocratea indica
Hippocratea indica là một loài thực vật có hoa trong họ Dây gối. Loài này được Willd. mô tả khoa học đầu tiên năm 1797.